# 西科维纳
西科维纳（英語：West Covina）是美国加利福尼亚州洛杉矶县的一个郊区城市，位于洛杉矶市中心以东约19英里（31公里）的位置，坐落在圣盖博谷地的东部。作为大洛杉矶地区的一部分，该城市面积大约为16平方英里（41平方公里）。根据2010年的人口普查数据，西科维纳的总人口为106,098人。
西科维纳的边界与周边城市相邻，东北部与科维纳接壤，西北部与鲍德温公园和欧文代尔相连，西南部与拉普恩特和瓦琳达相邻，南部与工业市相接，东部与波莫納相连，东南部与核桃市相邻。

## 外部連結
- 官方网站